# Upton, Huntingdonshire
Upton är en by i civil parish Upton and Coppingford, i distriktet Huntingdonshire, i grevskapet Cambridgeshire i England. Byn är belägen 9 km från Huntingdon. Upton var en civil parish fram till 1935 när blev den en del av Upton and Coppingford. Civil parish hade 109 invånare år 1931. Byn nämndes i Domedagsboken (Domesday Book) år 1086, och kallades då Opetune.